# 8515 Corvan
A 8515 Corvan (ideiglenes jelöléssel 1991 RJ) a Naprendszer kisbolygóövében található aszteroida. Robert H. McNaught fedezte fel 1991. szeptember 4-én.